# Missingmyr
Missingmyr is een plaats in de Noorse gemeente Råde, fylke Østfold. Missingmyr telt 510 inwoners (2007) en heeft een oppervlakte van 0,45 km².